# Anastasia Golovina
Anastasia Golovina, född 1850, död 1933, var en bulgarisk läkare. Hon blev 1878 den första kvinnliga läkaren i Bulgarien. 